# Massimiliano Ossini
Massimiliano Ossini (Napoli, 22 dicembre 1978) è un conduttore televisivo e scrittore italiano.

## Biografia

### Carriera
Conseguita la maturità scientifica nel 1997, si è poi laureato in scienze della comunicazione a Milano. Inizia a lavorare nel campo della pubblicità.
Nel 2000 fa il suo esordio da attore entrando nel cast della commedia teatrale con Cyrano de Bergerac.
La sua popolarità arriva come conduttore del canale satellitare per ragazzi Disney Channel. Dal 2003 al 2006 conduce le tre ultime edizioni di Disney Club su Rai 2. Nel 2005 si occupa dei servizi in esterno di Random, magazine di Rai 2, e partecipa come concorrente alla prima edizione di Notti sul ghiaccio, talent show in onda su Rai 1 condotto da Milly Carlucci, risultandone vincitore.
Nella stagione 2006-2007 conduce ogni domenica mattina, insieme a Gianfranco Vissani, Linea verde, programma che riprenderà anche l'anno seguente affiancato da Veronica Maya.
Nelle stagioni 2008-2009 e 2009-2010, su SKY Italia, conduce il primo quiz della piattaforma, intitolato Sei più bravo di un ragazzino di quinta? e, contemporaneamente, continua a condurre su Rai 1 Linea Verde fino alla primavera del 2010.
Dal 5 gennaio al 9 febbraio 2013 conduce E se domani su Rai 3. Dal 9 settembre dello stesso anno conduce Uno Mattina Verde su Rai 1. Dal 2014 conduce su Rai 1 la trasmissione Linea bianca affiancato dall'esperto di alpinismo Lino Zani.
Dalla stagione 2016-2017 conduce assieme a Manila Nazzaro e Adriana Volpe il programma Mezzogiorno in famiglia, in onda sabato e domenica mattina su Rai 2. Il 21 giugno 2017 presenta la ventinovesima edizione di Premio Bellisario. Dal 4 giugno 2018 conduce al fianco della giornalista Valentina Bisti Unomattina estate, in onda su Rai 1, dal lunedì al venerdì dalle 07:10 alle 09:55. A partire dal 29 dicembre 2021 è in onda su Rai 2 con Kalipè - A passo d'uomo.
Da giugno 2022 conduce con Maria Soave Unomattina estate e da settembre conduce anche la versione invernale di Unomattina, in conduzione solitaria (per la prima volta nella storia del programma). Nella stagione successiva viene invece affiancato da Daniela Ferolla.
Nel gennaio 2023 al Campidoglio di Roma vince il Premio "Antenna d’Oro per la Tivvù". Nel 2024 partecipa a Ballando con le stelle.
Ha pubblicato alcuni libri sull'alpinismo.

## Vita privata
È sposato con l'imprenditrice ascolana Laura Gabrielli; la coppia ha tre figli: Carlotta, Melissa e Giovanni. Si professa cattolico.

## Televisione
- Scooter (Disney Channel, 2003-2004)
- Disney Club (Rai 2, 2003-2006)
- Random (Rai 2, 2005)
- Notti sul ghiaccio (Rai 1, 2006) concorrente, vincitore
- Linea verde (Rai 1, 2006-2010)
- Linea verde Estate (Rai 1, 2007-2010)
- Linea verde Orizzonti (Rai 1, 2007-2008)
- Sei più bravo di un ragazzino di quinta? (Sky Uno, Cielo, 2008-2010)
- Sabato & Domenica (Rai 1, 2009)
- Zecchino Show (Deakids, 2010)
- Cose dell'altro Geo (Rai 3, 2010-2013)
- Concerto di Natale (Deakids, 2010-2011)
- Karol, un Santo Padre (Rai 2, 2011)
- I Love Italy (Rai 2, 2011)
- Premio Bellisario (Rai 2, 2011-2012, 2017)
- E se domani (Rai 3, 2013)
- Unomattina Verde (Rai 1, 2013-2014)
- Si può fare! (Rai 1, 2014) concorrente
- Linea bianca (Rai 1, dal 2014)
- Cronache animali (Rai 2, 2015-2016)
- Mezzogiorno in famiglia (Rai 2, 2016-2019)
- Unomattina Estate (Rai 1, 2018, 2022)
- Festival di Castrocaro (Rai 1, 2018)
- Campioni di domani (Rai 2, 2021)
- Kalipè - A passo d'uomo (Rai 2, 2021-2022)
- Taobuk - Taormina International Book Festival (Rai 1, 2022-2025)
- Unomattina (Rai 1, dal 2022)
- Ballando con le stelle (Rai 1, 2024) Concorrente
- Kilimangiaro. Così lontani, così vicini (Rai 3, 2024)
- Sulle orme del K2 (Rai 3, 2025)
- Sognando... Ballando con le stelle (Rai 1, 2025) Concorrente

### Web
- #OnePeopleOnePlanet - The Multimedia Marathon (RaiPlay, 2022-2024)
- La verità della montagna (RaiPlay, 2023)

## Opere
- Kalipè: lo spirito della montagna, Roma, Rai libri, 2018, ISBN 978-88-397-1750-4.
- Kalipè: il cammino della semplicità, Roma, Rai libri, 2020, ISBN 978-88-397-1789-4.
- Le montagne rosa: viaggio alla scoperta delle Dolomiti, Milano, Rizzoli, 2020, ISBN 978-88-918-2882-8.
- Kalipè: a passo d'uomo, Roma, Rai libri, 2021, ISBN 978-88-397-1817-4.
- Giganti di ghiaccio e di pietra: viaggio alla scoperta delle Alpi, Milano, Rizzoli, 2021, ISBN 978-88-918-3307-5.
- I monti azzurri. In cammino sugli Appennini, Milano, Mondadori Electa, 2022.
- Le montagne magiche. In viaggio sui Sibillini, Capponi Editore, 2023.
- Kilimangiaro. Così lontani, così vicini, Milano, Mondadori Electa, 2024.